# Calocitta
Calocitta is een voormalig geslacht van zangvogels uit de familie kraaien (Corvidae). De twee soorten in dit geslacht zijn verhuisd naar het geslacht Cyanocorax.

## Soorten
Het geslacht kende de volgende twee soorten:
- Calocitta colliei – Collies ekstergaai
- Calocitta formosa – Ekstergaai